# Little Joe 1B
La missione Little Joe 1B fu una missione di collaudo del sistema di salvataggio (LES) della capsula Mercury eseguito nell'ambito dell'omonimo programma degli Stati Uniti d'America. La missione venne equipaggiata da un primate femminile (una Macaca mulatta) con il nome Miss Sam.
Il lancio della missione avvenne il 21 gennaio, 1960, da Wallops Island in Virginia. Il razzo Little Joe 1B volò raggiungendo un apogeo di 15 chilometri percorrendo una distanza di 18,9 km in direzione Oceano Atlantico. Miss Sam sopravvisse al volo durato 8 minuti e 35 secondi in ottime condizioni. Il prototipo della capsula spaziale venne recuperato da un elicottero della Marina militare americana. Lo stesso venne riportato a Wallops Island nello stretto lasso di tempo di 45 minuti. La velocità massima raggiunta durante la missione fu di 3.307 km/h mentre l'accelerazione misurò ben 4,5 g (corrispondente a 44 m/s²). Il peso totale della capsula fu di 1.007 kg. Miss Sam fu uno dei tanti primati nello spazio.

## Statistiche
- Velocità massima raggiunta: 3.307 km/h (2.055 Mph)
- Accelerazione massima raggiunta: 4,5 g  (44 m/s²)

## Galleria d'immagini

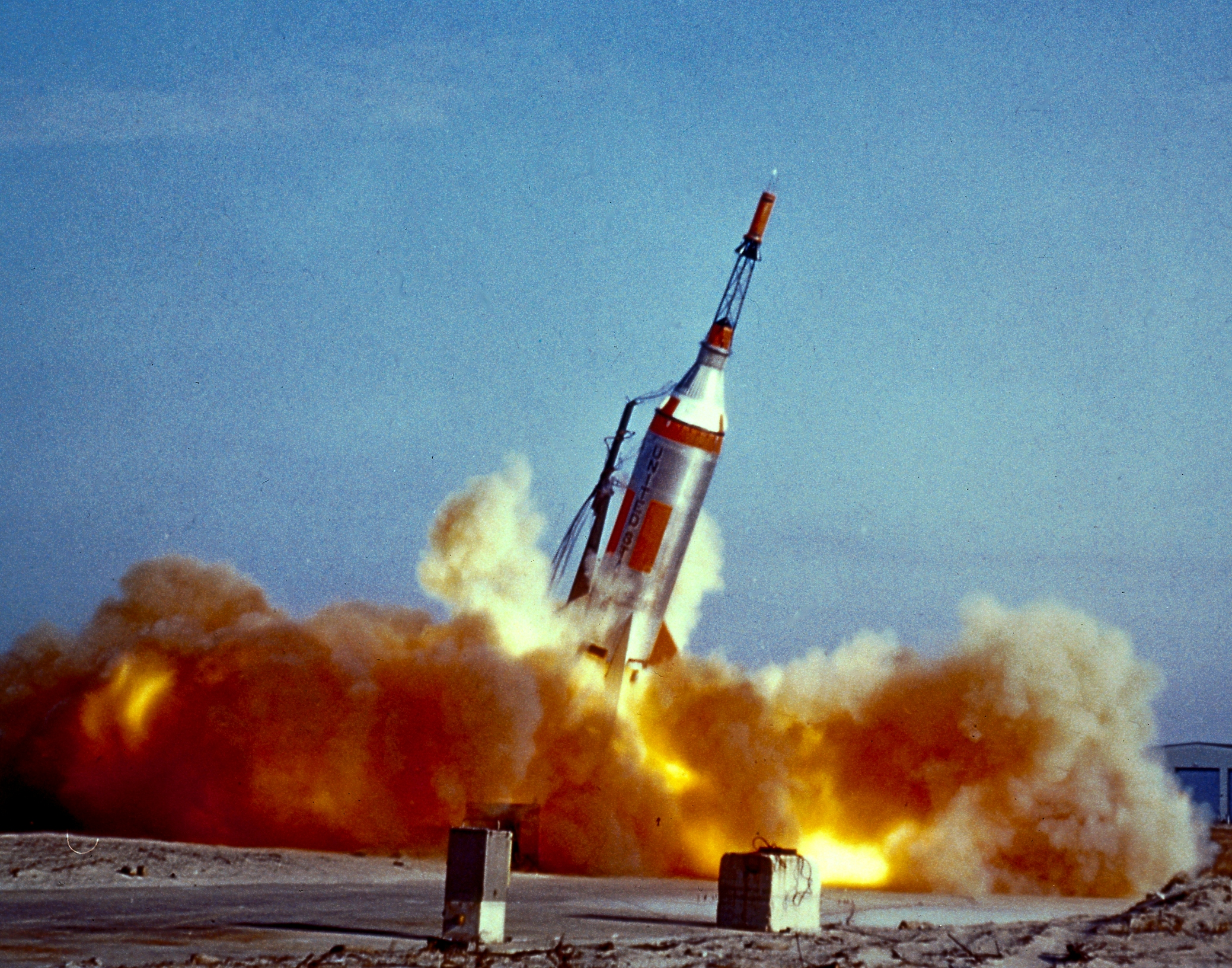
Il lancio, 21 gennaio 1960.
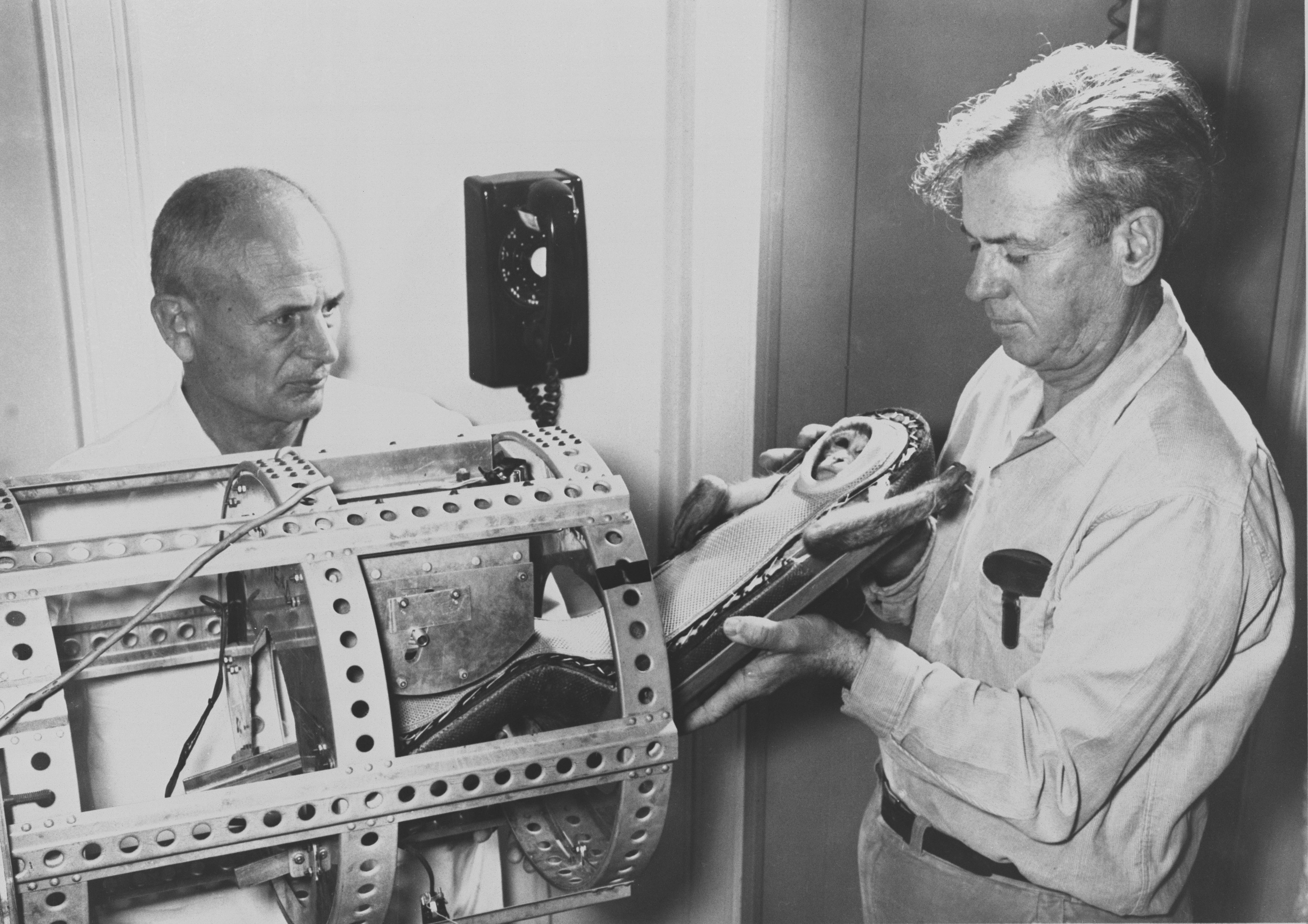
Miss Sam, con la tuta in fibra di vetro, mentre viene posizionata nel suo abitacolo pronta per il lancio